# Jutta Voigt

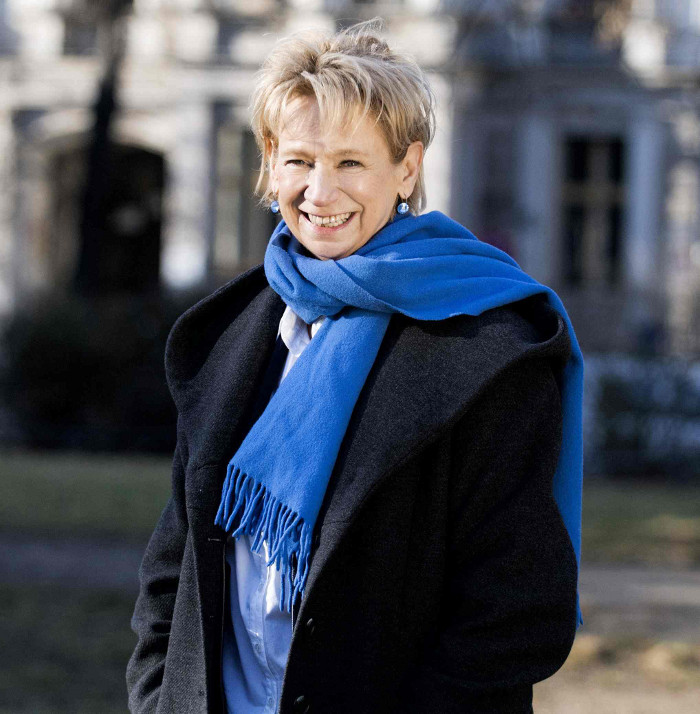
Jutta Voigt, 2012

Jutta Voigt (* 5. Juni 1941 in Berlin) ist eine deutsche Journalistin und Autorin.

## Leben
Jutta Voigt wuchs im Ostteil Berlins auf und studierte Philosophie an der Humboldt-Universität. Von 1966 bis 1990 arbeitete sie als Redakteurin und Filmkritikerin bei der Wochenzeitung Sonntag. Ein 1976 mit der Sängerin und Künstlerin Sanije Torka geführtes, unveröffentlichtes Interview stellte Voigt Wolfgang Kohlhaase zur Verfügung, dem es als reale Grundlage für das Drehbuch des Films Solo Sunny diente. Sanije Torka wird in dem Film nicht erwähnt, aber Jutta Voigt ist im Vorspann als Beraterin genannt.
Nach dem Ende der Zeitschrift Sonntag  war sie zunächst bei dessen Nachfolgeblatt Freitag, anschließend bei der Wochenpost als Redakteurin tätig. Ende 1996 wurde die Wochenpost als eigenständige Zeitschrift eingestellt und erschien zunächst noch als Beilage der Zeitschrift Die Woche. Jutta Voigt zählte zu den Mitarbeitern, die von der Woche übernommen wurden. 2002 wurde auch die Woche eingestellt. Jutta Voigt wechselte daraufhin als freie Kolumnistin zur Zeitschrift Die Zeit.
Jutta Voigt arbeitet auch als Buchautorin. 1989 erschien ein Band mit Reportagen über Menschen am Berliner Kollwitzplatz, die sie gemeinsam mit Fritz-Jochen Kopka schrieb, der ebenfalls beim Sonntag arbeitete. 2005 erschien Wahlbekanntschaften, eine Serie von Kolumnen über Begegnungen im Café, die in der Zeit erschienen waren. Gemeinsam mit Autoren wie Cees Nooteboom schrieb sie den Begleittext zu einem Sammelband mit Fotografien von Sibylle Bergemann. Ihre späteren Werke wie Der Geschmack des Ostens oder Westbesuch beschäftigen sich mit der Alltagskultur in der DDR.
Im Jahr 2000 erhielt sie den Theodor-Wolff-Preis für eine Reportage über ihre persönlichen deutsch-deutschen Erfahrungen in der Woche. und 2004 das Bundesverdienstkreuz am Bande. Jutta Voigt ist Mitglied im PEN-Zentrum Deutschland.
Sie war bis zu seinem Tod mit dem Autor und Regisseur Peter Voigt verheiratet.

## Schriften (Auswahl)
- Linker Charme. 10 Reportagen vom Kollwitzplatz, Schneekluth, München 1989, ISBN 978-3-7951-1130-4 (zusammen mit Fritz-Jochen Kopka)
- Der Tiger weint. Echte Stories, Transit, Berlin 1997, ISBN 978-3-88747-118-7
- Wahlbekanntschaften. Menschen im Café, Ch. Links-Verlag, Berlin 2005, ISBN 978-3-86153-351-1
- Der Geschmack des Ostens. Vom Essen, Trinken und Leben in der DDR, Kiepenheuer, Berlin 2005, ISBN 978-3-378-01076-5
- Westbesuch. Vom Leben in den Zeiten der Sehnsucht, Aufbau, Berlin 2009, ISBN 978-3-351-02675-2
- Im Osten geht die Sonne auf. Berichte aus anderen Zeiten, be.bra Verlag, Berlin 2009, ISBN 978-3-86124-635-0
- Spätvorstellung. Von den Abenteuern des Älterwerdens, Aufbau, Berlin 2014, ISBN 978-3-351-02752-0
- Verzweiflung und Verbrechen. Menschen vor Gericht, Aufbau Taschenbuch, Berlin 2016, ISBN 978-3-7466-3183-7
- Stierblutjahre. Die Boheme des Ostens, Aufbau, Berlin 2016, ISBN 978-3-351-03611-9
- Wilde Mutter, ferner Vater, Aufbau, Berlin 2022, ISBN 978-3-351-03799-4